# Олимпийски богове
Олимпийските богове в древногръцката митология са основните богове в гръцкия пантеон, обитавали планината Олимп. Има общо четиринадесет различни богове, които са определени като олимпийски, но никога не са били повече от 12 по едно и също време.
Зевс, Хера, Посейдон, Арес, Хермес, Хефест, Афродита, Атина, Аполон и Артемида винаги са били причислявани към олимпийските богове. Хестия, Деметра, Дионис и Хадес са другите богове, в определени периоди считани за част от дванадесетте олимпийци. Хестия отстъпва място си на Дионис, за да се грижи за домашното огнище. Персефона прекарва шест месеца от годината в подземното царство, а през останалите шест се връща на Олимп, за да ги прекара с майка си, Деметра. Хадес, въпреки че е сред основните гръцки богове, е владетел на царството на мъртвите и връзката му с олимпийските богове изглежда съвсем слаба.
Олимпийските богове са третото поколение богове (след основните стихии и титаните). Те стават владетели на света след победата им над титаните в титаномахията; Зевс, Хера, Посейдон, Деметра, Хестия и Хадес са братя и сестри; останалите Олимпийски богове (с изключение на родената от пяна Афродита) обикновено се смятат за деца на Зевс от различни майки (освен Атина, за която се счита, че е родена от самия Зевс). Възможно е и Хефест да е роден от Хера (без намесата на Зевс) като отмъщение за раждането на Атина.
- Зевс се смята за върховния и най-могъщ бог, владетел на Олимп, бога на небето и мълниите. Зевс е наричан и „баща на боговете“. Римски еквивалент е Юпитер.
- Посейдон, заедно с Хадес, е следващ по ранг. Той владее моретата и водите. Римски еквивалент е Нептун.
- Хадес се грижи за душите на умрелите. Владетел е на подземното царство. Римски еквивалент Плутон.
- Атина е богиня на мъдростта, изкуствата, обучението и тактичната война. Римски еквивалент е Минерва.
- Арес е бог на грубата и тиранична война, както и на героите. Римски еквивалент е Марс.
- Артемида е богиня на лова, животните, плодородието и целомъдрието и всичко живо на земята. Става богиня на луната, като замества Селена. Дъщеря е на Лето и Зевс. Сестра-близначка е на Аполон. Те са родени на о. Делос, който се носел свободно по вълните, до момента в който бременната Лето не стъпила върху него. Римски еквивалент е Диана.
- Хефест е бог на огъня, занаятите и ковачеството. Римски еквивалент е Вулкан.
- Аполон е бог на танците, музиката, изкуството да се лекува, медицината, стрелбата с лък в течение на времето става и Бог на слънцето като замества Хелиос.
- Хермес е бог на пастирите и пътешествениците, крадците и вестител на боговете. Римски еквивалент е Меркурий.
- Афродита е богиня на любовта и външната красота. Римски еквивалент е Венера.
- Хера е съпруга на Зевс, богиня на брака и верността. Римски еквивалент е Юнона.
- Хестия е богиня на дома, семейството и домашното огнище.
- Деметра е богиня на земята, цветята и растенията, храната, плодородието, запазването на брака.
- Дионис е най-младият бог в пантеона. Бог е на веселието, театъра и виното. Син е на Зевс.

- Барелеф на 12-те богове
- Зевс
- Хера
- Посейдон
- Арес
- Аполон
- Артемида
- Хестия
- Деметра
- Дионис
- Атина